# Mbengwi
Mbengwi är en ort i Kamerun.   Den ligger i regionen Nordvästra regionen, i den västra delen av landet, 290 km nordväst om huvudstaden Yaoundé. Mbengwi ligger 1 222 meter över havet och antalet invånare är 9 734.
Terrängen runt Mbengwi är kuperad åt nordväst, men åt sydost är den platt. Trakten runt Mbengwi är tätbefolkad, med 266 invånare per kvadratkilometer. Närmaste större samhälle är Bamenda, 17,3 km öster om Mbengwi. Trakten runt Mbengwi är huvudsakligen savannskog.